# Установка фракціонування Янбу
Установка фракціонування Янбу – підприємство саудійської нафтогазової промисловості, котре здійснює розділення зріджених вуглеводневих газів (ЗВГ).
На сході Саудівської Аравії знаходиться надпотужний нафтогазовидобувний регіон, в якому розташований цілий ряд газопереробних заводів. Частина вилученої ними суміші ЗВГ подається по трубопроводу Шедгам – Янбу до узбережжя Червоного моря, де розмістили установку фракціонування. Введена в дію у 1982 році, вона первісно мала потужність з переробки 270 тисяч барелів ЗВГ на добу, із яких повинні були вилучати 90 тисяч барелів пропану, 40 тисяч барелів бутану, 30 тисяч барелів фракції С5+ та біля 5 млн м3 етану. Останній використовували для живлення установки парового крекінгу компанії Yanpet, а також як паливо. Інші отримані продукти експортували через споруджені в порту два причали для газових танкерів.
У 2001-му Yanpet запустила друге піролізне виробництво, втім, на цей раз ЗВГ складали лише половину потрібної йому сировини – на бутан приходилось 18 %, а на пропан та етан по 16 %. А в другій половині 2000-х трубопровід модернізували, що дало змогу довести його пропускну здатність до 430 тисяч барелів на добу. Як наслідок, в 2009 році стала до ладу установка парового крекінгу компанії Yansab, що споживає на добу 45 тисяч барелів пропану та 2,27 млн м3 етану. Пропан також необхідний установці дегідрогенізації компанії NatPet, яку ввели в експлуатацію у 2008 році. З кінця 2000-х років етан та бутан можуть видаватись по трубопровідній системі Янбу – Рабіг.
Можливо також відзначити, що у другій половині 2010-х почали черговий проект з модернізації трубопроводу, що повинно довести його потужність до 555 тисяч барелів на добу.